# Coupe de la Ligue portugaise de football 2017-2018
Navigation
Coupe de la Ligue 2016-2017 Coupe de la Ligue 2018-2019
La Coupe de la ligue portugaise de football 2017-2018 (pt : Taça da liga), est la onzième édition de la coupe de la Ligue portugaise de football. Les 18 équipes de première division (Liga NOS) et 15 équipes (20 moins les cinq équipes réserves) de deuxième division (LigaPro) participent à cette compétition soit 33 équipes. Elles y participent selon un format qui est le même pour la troisième saison consécutive.

## Déroulement de la compétition

### Calendrier
| Tour | Nom            | Date                                                                                                | Participants    |
| 1    | Premier tour   | 23 juillet 2017                                                                                     | 15              |
| 2    | Deuxième tour  | 29 et 30 juillet, 1er, 2 et 3 septembre 2017                                                        | 20 (7+13 de PL) |
| 3    | Troisième tour | 19, 20 septembre, 7, 8, 10, 24 et 26 octobre, 11 et 28 novembre, 20, 21, 22, 29 et 30 décembre 2017 | 16 (12+4 de PL) |
| 4    | Demi-finales   | 23 et 24 janvier 2018                                                                               | 4               |
| 5    | Finale         | 27 janvier 2018                                                                                     | 2               |

### Participants
- Entre parenthèses, figure le classement de la saison dernière

| Clubs de Primera Liga (18)  | Clubs de LigaPro (15)     |
| arrivent au 3e tour         | arrive au 2e tour         |
| --------------------------- | ------------------------- |
| Benfica (1er PL)            | Real Sport Clube (1er CP) |
| Porto (2e PL)               | arrivent au 1er tour      |
| Sporting CP (3e PL)         | Arouca (17e PL)           |
| V. Guimarães (4e PL)        | Nacional (18e PL)         |
| Feirense (8e PL)            | União da Madeira (3e LP)  |
| arrivent au 2e tour         | Penafiel (5e LP)          |
| Sp. Braga (5e PL)           | Académica (6e LP)         |
| Marítimo (6e PL)            | Covilhã (8e LP)           |
| Rio Ave (7e PL)             | Varzim (9e LP)            |
| Boavista (9e PL)            | Santa Clara (10e LP)      |
| Estoril-Praia (10e PL)      | Gil Vicente (13e LP)      |
| GD Chaves (11e PL)          | Famalicão (15e LP)        |
| Vitória de Setúbal (12e PL) | Cova da Piedade (16e LP)  |
| Paços de Ferreira (13e PL)  | Académico Viseu (17e LP)  |
| Belenenses (14e PL)         | Leixões (18e LP)          |
| Moreirense (15e PL)         | UD Oliveirense (2e CP)    |
| Tondela (16e PL)            |                           |
| Portimonense (1er LP)       |                           |
| Desportivo das Aves (2e LP) |                           |

Légende : (PL) = Primera Liga, (LP) = LigaPro, (CP) = Campeonato de Portugal

## Premier tour

### Format
- Ce premier tour est joué par les équipes de deuxième division (LigaPro) pouvant disputer cette compétition[3].
- Il y a 17 équipes de seconde division. Le nombre d'équipes étant impair, une équipe accèdera au deuxième tour directement[3].
- Il n'y a pas de chapeaux et d'équipes protégées lors de ce tirage au sort.
- Les oppositions se déroulent en seul match sur le terrain du premier nommé.
- En cas d'égalité à la fin du temps réglementaire, il n'y a pas de prolongation et la qualification se joue lors d'une séance de tirs au but.
- Le tirage au sort a lieu le 17 juillet 2017. Le Real Sport Clube accède directement au deuxième tour[4].

### Résultats
| Date       | Club                 | Résultat          | Club                  | Rapport |
| ---------- | -------------------- | ----------------- | --------------------- | ------- |
| 23 juillet | Covilhã (LP)         | 1 - 1 (3 - 4 tab) | União da Madeira (LP) | Rapport |
| 23 juillet | Cova da Piedade (LP) | 3 - 2             | Nacional (LP)         | Rapport |
| 23 juillet | Famalicão (LP)       | 1 - 2             | Santa Clara (LP)      | Rapport |
| 23 juillet | Leixões (LP)         | 2 - 0             | Académico Viseu (LP)  | Rapport |
| 23 juillet | Penafiel (LP)        | 0 - 1             | UD Oliveirense (LP)   | Rapport |
| 23 juillet | Varzim (LP)          | 1 - 2             | Gil Vicente (LP)      | Rapport |
| 23 juillet | Académica (LP)       | 0 - 0 (2 - 4 tab) | Arouca (LP)           | Rapport |

Légende : (LP) = LigaPro

## Deuxième tour

### Format
- Ce deuxième tour est joué par les équipes de deuxième division (LigaPro) issues du premier tour, l'Académico Viseu exempté du premier tour, ainsi que par 14 équipes de Primera Liga (équipes classées de 5e à 16e la saison précédente plus les deux promus)[3].
- Le nombre d'équipes dans cette compétition étant en diminution, deux équipes accéderont au troisième tour directement. Ce sont Feirense et le vainqueur de Leixões-Académico Viseu au premier tour[3].
- Il n'y a pas de chapeaux et d'équipes protégées lors de ce tirage au sort.
- Les oppositions se déroulent en seul match sur le terrain du premier nommé.
- En cas d'égalité à la fin du temps réglementaire, il n'y a pas de prolongation et la qualification se joue lors d'une séance de tirs au but.
- Le tirage au sort a lieu le 7 juillet 2017 en même temps que celui du premier tour[4].

### Résultats
| Date          | Club                    | Résultat | Club                      | Rapport |
| ------------- | ----------------------- | -------- | ------------------------- | ------- |
| 29 juillet    | CF Os Belenenses (PL)   | 0 - 1    | Real Sport Clube (LP)     | Rapport |
| 30 juillet    | UD Oliveirense (LP)     | 2 - 1    | CD Santa Clara (LP)       | Rapport |
| 30 juillet    | FC Arouca (LP)          | 1 - 2    | FC Paços de Ferreira (PL) | Rapport |
| 30 juillet    | União da Madeira (LP)   | 2 - 1    | Gil Vicente FC (LP)       | Rapport |
| 30 juillet    | Moreirense FC (PL)      | 1 - 0    | Desportivo das Aves (PL)  | Rapport |
| 30 juillet    | Vitória de Setúbal (PL) | 1 - 0    | CD Tondela (PL)           | Rapport |
| 1er septembre | CS Marítimo (PL)        | 1 - 0    | GD Estoril Praia (PL)     | Rapport |
| 2 septembre   | Portimonense SC (PL)    | 3 - 1    | GD Chaves (PL)            | Rapport |
| 3 septembre   | Rio Ave FC (PL)         | 2 - 0    | CD Cova da Piedade (LP)   | Rapport |
| 3 septembre   | Boavista FC (PL)        | 1 - 2    | SC Braga (PL)             | Rapport |

Légende : (PL) = Primera Liga, (LP) = LigaPro

## Troisième tour

### Format
- Ce troisième tour est joué avec les équipes qualifiées du second tour et les quatre premiers de la Primera Liga 2016-2017.
- Ce tour se dispute sous forme de poules de quatre équipes. Deux équipes par poule reçoivent deux fois et se déplacent une fois, les deux autres faisant l'inverse. L'ordre des matchs est le suivant : 
  - Journée 1 : L'équipe 1 reçoit l'équipe 2 et l'équipe 4 reçoit l'équipe 3
  - Journée 2 : L'équipe 1 reçoit l'équipe 4 et l'équipe 3 reçoit l'équipe 2
  - Journée 3 : L'équipe 3 reçoit l'équipe 1 et l'équipe 2 reçoit l'équipe 4.
- Ce tour se dispute sous forme de poules de quatre équipes. Deux équipes par poule reçoivent deux fois et se déplacent une fois, les deux autres faisant l'inverse.
- Les vainqueurs de poules sont qualifiés pour le tour suivant.
- En cas d'égalité, les critères suivants sont utilisés :

1. Différence de buts
2. Nombre de buts marqués
3. Plus petit âge moyen des joueurs utilisés[3].

### Tirage au sort
- Il est effectué le 7 septembre 2017[5].
- Les équipes sont réparties de la façon suivante : 
  - Dans le pot 1, se trouvent les équipes classées de la 1re à la 4e place lors de la saison précédente de Primera Liga. Ces équipes sont numérotées 1.
  - Dans le pot 2, se trouvent les quatre équipes les mieux classées lors de la saison précédente parmi les équipes restantes. Ces équipes sont numérotées 2.
  - Dans le pot 3, se trouvent les quatre équipes suivantes les mieux classées lors de la saison précédente parmi les équipes restantes. Ces équipes sont numérotées 3.
  - Dans le pot 4, se trouvent les quatre équipes les moins bien classées lors de la saison précédente parmi les équipes restantes. Ces équipes sont numérotées 4[3].

| Pot 1        | Pot 2     | Pot 3              | Pot 4            |
| ------------ | --------- | ------------------ | ---------------- |
| Benfica      | Sp. Braga | Vitória de Setúbal | Real Sport Clube |
| Porto        | Marítimo  | Paços de Ferreira  | União da Madeira |
| Sporting CP  | Rio Ave   | Moreirense         | Leixões          |
| V. Guimarães | Feirense  | Portimonense       | UD Oliveirense   |

| Groupe A           | Groupe B         | Groupe C       | Groupe D          |
| ------------------ | ---------------- | -------------- | ----------------- |
| Benfica            | Sporting CP      | V. Guimarães   | Porto             |
| Sp. Braga          | Marítimo         | Feirense       | Rio Ave           |
| Vitória de Setúbal | Portimonense     | Moreirense     | Paços de Ferreira |
| Real Sport Clube   | União da Madeira | UD Oliveirense | Leixões           |

Après le tirage au sort, le Real Sport Clube vainqueur de CF Os Belenenses au tour précédent est disqualifié pour avoir utilisé un joueur suspendu lors de ce match. Le CF Os Belenenses qui aurait fait partie du Pot 3 est intégré à la poule B. Portimonense qui aurait été dans le Pot 4 remplace le Real Sport Clube dans le groupe A.

### Groupe A
| Rang | Équipe                  | Pts | J | G | N | P | Bp | Bc | Diff |  | Résultats (▼ dom., ► ext.) | Vit | Ben | Por | Bra |
| ---- | ----------------------- | --- | - | - | - | - | -- | -- | ---- |  | -------------------------- | --- | --- | --- | --- |
| 1    | Vitória de Setúbal (PL) | 7   | 3 | 2 | 1 | 0 | 6  | 4  | +2   |  | Vitória                    |     | 2-2 |     | 2-1 |
| 2    | Benfica (PL)            | 3   | 3 | 0 | 3 | 0 | 5  | 5  | 0    |  | Benfica                    |     |     | 2-2 | 1-1 |
| 3    | Portimonense (PL)       | 2   | 3 | 0 | 2 | 1 | 5  | 6  | -1   |  | Portimonense               | 1-2 |     |     |     |
| 4    | Sp. Braga (PL)          | 2   | 3 | 0 | 2 | 1 | 4  | 5  | -1   |  | Sp. Braga                  |     |     | 2-2 |     |

Légende : (PL) = Primera Liga

### Groupe B
| Rang | Équipe                | Pts | J | G | N | P | Bp | Bc | Diff |  | Résultats (▼ dom., ► ext.) | Spo | Mar | Bel | Uni |
| ---- | --------------------- | --- | - | - | - | - | -- | -- | ---- |  | -------------------------- | --- | --- | --- | --- |
| 1    | Sporting CP (PL)      | 5   | 3 | 1 | 2 | 0 | 7  | 1  | +6   |  | Sporting CP                |     | 0-0 |     | 6-0 |
| 2    | Marítimo (PL)         | 5   | 3 | 1 | 2 | 0 | 3  | 2  | +1   |  | Marítimo                   |     |     |     | 3-2 |
| 3    | CF Os Belenenses (PL) | 3   | 3 | 0 | 3 | 0 | 2  | 2  | 0    |  | Belenenses                 | 1-1 | 0-0 |     |     |
| 4    | União da Madeira (LP) | 1   | 2 | 0 | 1 | 2 | 3  | 10 | -7   |  | União                      |     |     | 1-1 |     |

Légende : (PL) = Primera Liga, (LP) = LigaPro

### Groupe C
| Rang | Équipe              | Pts | J | G | N | P | Bp | Bc | Diff |  | Résultats (▼ dom., ► ext.) | Oli | Mor | Fei | Vit |
| ---- | ------------------- | --- | - | - | - | - | -- | -- | ---- |  | -------------------------- | --- | --- | --- | --- |
| 1    | UD Oliveirense (LP) | 5   | 3 | 1 | 2 | 0 | 6  | 3  | +3   |  | Oliveirense                |     | 0-0 |     |     |
| 2    | Moreirense (PL)     | 5   | 3 | 1 | 2 | 0 | 5  | 4  | +1   |  | Moreirense                 |     |     | 2-1 | 3-3 |
| 3    | Feirense (PL)       | 2   | 3 | 0 | 2 | 1 | 4  | 5  | -1   |  | Feirense                   | 2-2 |     |     |     |
| 4    | V. Guimarães (PL)   | 2   | 3 | 0 | 2 | 1 | 5  | 8  | -3   |  | Guimarães                  | 1-4 |     | 1-1 |     |

Légende : (PL) = Primera Liga, (LP) = LigaPro

### Groupe D
| Rang | Équipe                 | Pts | J | G | N | P | Bp | Bc | Diff |  | Résultats (▼ dom., ► ext.) | Por | Lei | Rio | Paç |
| ---- | ---------------------- | --- | - | - | - | - | -- | -- | ---- |  | -------------------------- | --- | --- | --- | --- |
| 1    | Porto (PL)             | 7   | 3 | 2 | 1 | 0 | 6  | 2  | +4   |  | Porto                      |     | 0-0 | 3-0 |     |
| 2    | Leixões (LP)           | 4   | 3 | 1 | 1 | 1 | 3  | 3  | 0    |  | Leixões                    |     |     |     | 1-0 |
| 3    | Rio Ave (PL)           | 4   | 3 | 1 | 1 | 1 | 4  | 6  | -2   |  | Rio Ave                    |     | 3-2 |     |     |
| 4    | Paços de Ferreira (PL) | 1   | 2 | 0 | 1 | 1 | 1  | 2  | -1   |  | Paços                      | 2-3 |     | 1-1 |     |

Légende : (PL) = Primera Liga, (LP) = LigaPro

## Phase finale
- Pour la deuxième édition d'affilée, un final four est organisé avec les demi-finales et la finale disputées en quelques jours dans le même stade, le Stade municipal de Braga de Braga[7].

### Demi-finales

#### Format
- La première demi-finale oppose le vainqueur du Groupe A à celui du Groupe C.
- La deuxième demi-finale oppose le vainqueur du Groupe B à celui du Groupe D[3].
- En cas d'égalité à la fin du temps réglementaire, les deux clubs se départagent lors d'une séance de tirs au but.

#### Résultats
| 23 janvier 2018                                            | Vitória de Setúbal (PL)     | 2 - 0           | UD Oliveirense (LP) | Stade municipal de Braga, Braga             |                                             |
|                                                            | Paciência 27e · Allef 90+2e | (1 - 0)         |                     | Spectateurs : 1 600 Arbitrage : Manuel Mota | Spectateurs : 1 600 Arbitrage : Manuel Mota |
| Semedo 45+1e · Nuno Pinto 71e · Pedrosa 76e · Arnold 90+3e | Rapport                     | 90+1e Gonçalves |                     | Spectateurs : 1 600 Arbitrage : Manuel Mota | Spectateurs : 1 600 Arbitrage : Manuel Mota |

| 24 janvier 2018                                       | Sporting CP (PL)  | 0 - 0                                                    | Porto (PL) | Stade municipal de Braga, Braga               |                                               |
|                                                       |                   | (0 - 0)                                                  |            | Spectateurs : 26 536 Arbitrage : Nuno Almeida | Spectateurs : 26 536 Arbitrage : Nuno Almeida |
| Carvalho 45+1e · Piccini 53e · Coentrão 75e           | Rapport           | 54e Torres · 75e Marega ·                                |            | Spectateurs : 26 536 Arbitrage : Nuno Almeida | Spectateurs : 26 536 Arbitrage : Nuno Almeida |
| Dost · Fernandes · Mathieu · Coates · Carvalho · Ruiz | Tirs au but 4 - 3 | Telles · Marcano · Herrera · Waris · Aboubakar · Brahimi |            | Spectateurs : 26 536 Arbitrage : Nuno Almeida | Spectateurs : 26 536 Arbitrage : Nuno Almeida |

Légende : (PL) = Primera Liga, (LP) = LigaPro

### Finale

#### Format
- Elle se déroule le 27 janvier 2018.
- En cas d'égalité à l'issue du match, une séance de tirs au but est disputée[3].

#### Résultat
| 27 janvier 2018                                                                           | Vitória de Setúbal (PL) | 1 - 1                                                | Sporting CP (PL) | Stade municipal de Braga, Braga            |                                            |
|                                                                                           | Paciência 4e            | (1 - 0)                                              | 80e Dost         | Spectateurs : 24 137 Arbitrage : Rui Costa | Spectateurs : 24 137 Arbitrage : Rui Costa |
| Semedo 19e · Trigueira 67e · Podstawski 78e · Vasco Fernandes 88e · Arnold 90+4e · Edinho | Rapport                 | 30e Coates · 51e Carvalho · 72e Acuña ·              |                  | Spectateurs : 24 137 Arbitrage : Rui Costa | Spectateurs : 24 137 Arbitrage : Rui Costa |
| Paciêcia · Patrick · Podstawski · Edinho · Arnold                                         | Tirs au but 4 - 5       | Dost · Bruno Fernandes · Mathieu · Coates · Carvalho |                  | Spectateurs : 24 137 Arbitrage : Rui Costa | Spectateurs : 24 137 Arbitrage : Rui Costa |

Légende : (PL) = Primera Liga